# Estació de les Franqueses - Granollers Nord
Les Franqueses - Granollers Nord és una estació de ferrocarril propietat d'adif situada al barri de Bellavista de les Franqueses del Vallès molt a prop del municipi de Granollers, ambdós a la comarca del Vallès Oriental. L'estació es troba a la línia Barcelona-Girona-Portbou i hi tenen parada trens de Rodalies de Catalunya de la línia R2 Nord dels serveis de rodalia de Barcelona, operats per Renfe Operadora.
L'any 2019 va registrar l'entrada de 776.000 passatgers.

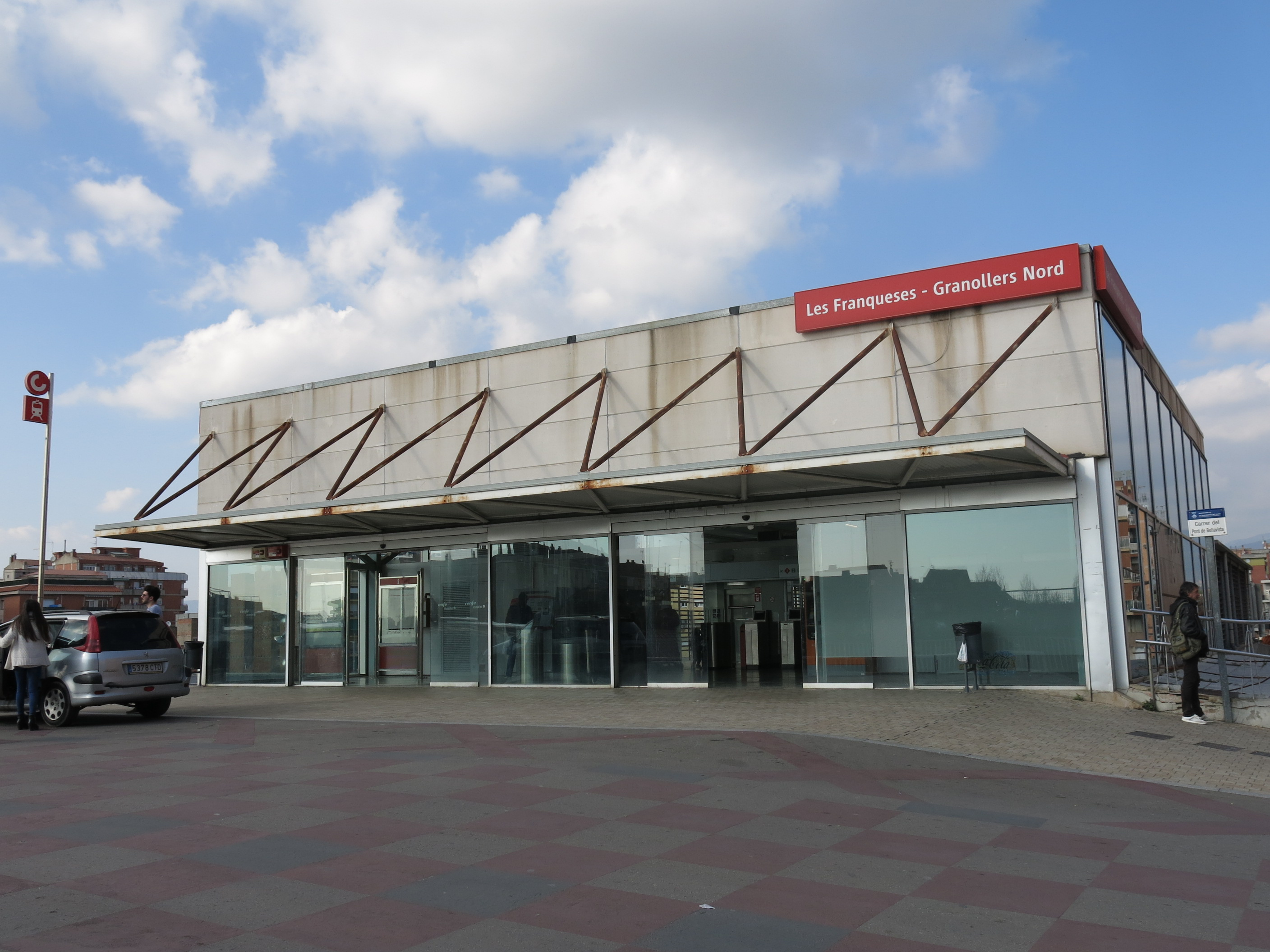
L'accès i edifici de l'estació

## Serveis ferroviaris
| Rodalia de Barcelona   |                   |       |          |                              |
| Procedència/Destinació | <                 | Línia | >        | Procedència/Destinació       |
| Aeroport Sants         | Granollers Centre |       | Cardedeu | Sant Celoni Maçanet-Massanes |